# Resurrection Macabre
Resurrection Macabre – piąty album studyjny holenderskiej grupy deathmetalowej Pestilence. Wydawnictwo ukazało się 13 marca 2009 roku nakładem wytwórni muzycznej Mascot Records. Nagrania zostały zarejestrowane pomiędzy 17 a 31 października 2009 roku w Hansen Studios w Ribe w Danii.

## Lista utworów
Opracowano na podstawie materiału źródłowego.
| Nr  | Tytuł utworu                        | Autorzy                  | Długość |
| --- | ----------------------------------- | ------------------------ | ------- |
| 1.  | „Devouring Frenzy”                  | Mameli                   | 2:54    |
| 2.  | „Horror Detox”                      | Mameli                   | 3:20    |
| 3.  | „Fiend”                             | Mameli                   | 3:29    |
| 4.  | „Hate Suicide”                      | Mameli                   | 4:18    |
| 5.  | „Synthetic Grotesque”               | Mameli                   | 3:57    |
| 6.  | „Neuro Dissonance”                  | Mameli                   | 3:28    |
| 7.  | „Dehydrated II”                     | Mameli                   | 3:47    |
| 8.  | „Resurrection Macabre”              | Mameli                   | 3:47    |
| 9.  | „Hangman”                           | Mameli                   | 2:52    |
| 10. | „Y2H”                               | Mameli                   | 3:39    |
| 11. | „In Sickness & Death”               | Mameli                   | 5:00    |
| 12. | „Chemo Therapy” (utwór dodatkowy)   | Drunen, Mameli, Meinhard | 4:59    |
| 13. | „Out of the Body” (utwór dodatkowy) | Foddis, Mameli           | 4:31    |
| 14. | „Lost Souls” (utwór dodatkowy)      | Foddis, Mameli           | 4:33    |
|     |                                     |                          | 54:34   |

## Twórcy
Opracowano na podstawie materiału źródłowego.

- Patrick Mameli – gitara rytmiczna, gitara prowadząca, wokal prowadzący
- Tony Choy – gitara basowa
- Peter Wildoer – perkusja
- Jacob Hansen – inżynieria dźwięku, produkcja muzyczna, miksowanie, mastering
- Jeppe Anderson – asystent inżyniera dźwięku
- Marko Saarelainen – oprawa graficzna
- Axel Jusseit – zdjęcia